# 肥皂草

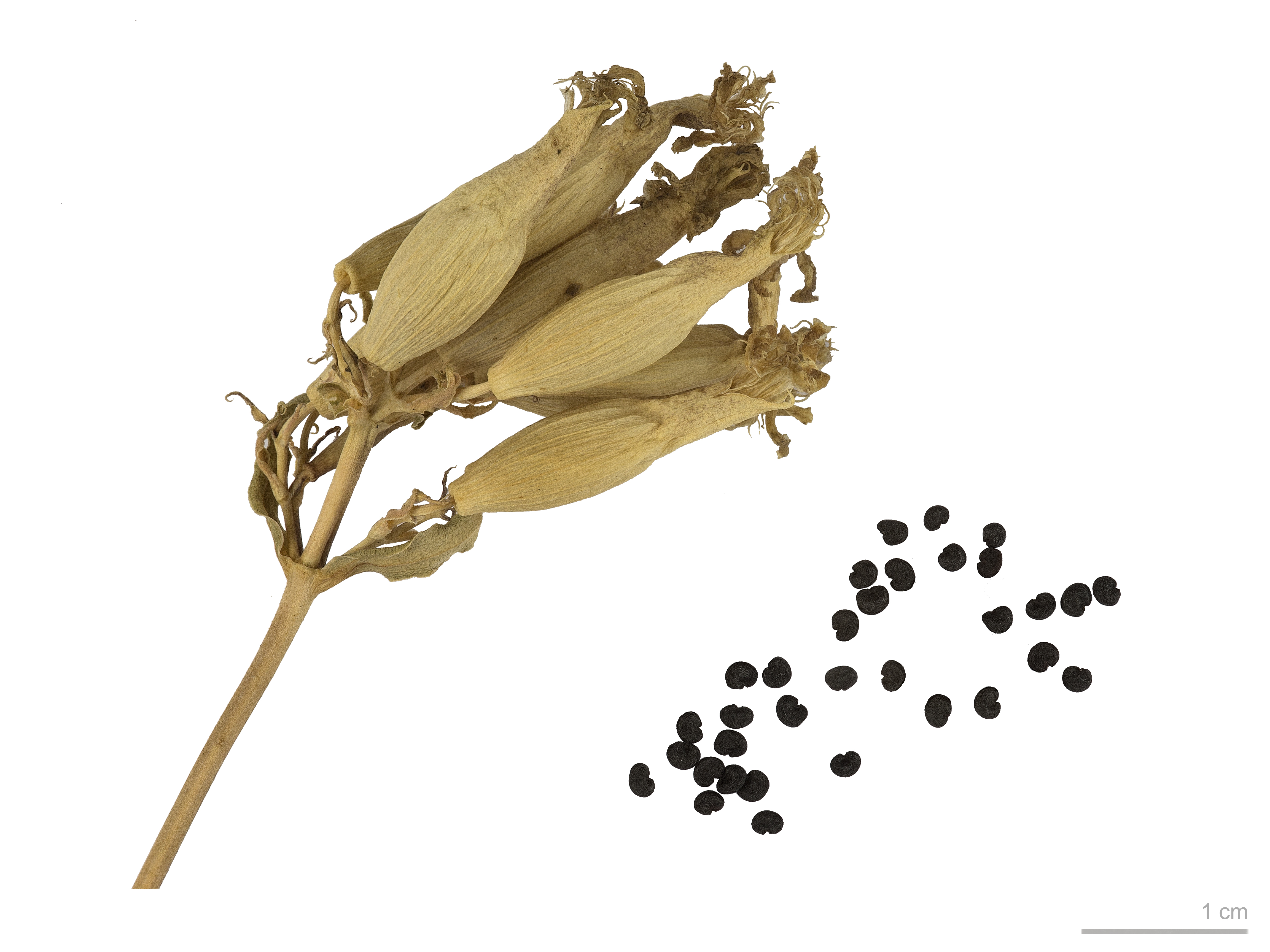
Saponaria officinalis

肥皂草（学名：Saponaria officinalis）为石竹科肥皂草属的一種草本植物，廣泛分佈于歐亞大陸。
肥皂草在地中海沿岸有野生，我国北方栽培较多，在部分地区已逸生。開花時，其根中的皂素含量可達20%。

## 外部連結
- 肥皂草 Feizaocao （页面存档备份，存于） 藥用植物圖像資料庫 (香港浸會大學中醫藥學院) （繁體中文）（英文）